# داکارای آلن
داکارای آلن (انگلیسی: Dakarai Allen؛ زادهٔ ۴ فوریهٔ ۱۹۹۵) بازیکن بسکتبال اهل ایالات متحده آمریکا است.